# Lilla Malma distrikt
Lilla Malma distrikt är ett distrikt i Flens kommun och Södermanlands län. 
Distriktet ligger nordost om Flen och sydväst om Malmköping. 

## Tidigare administrativ tillhörighet
Distriktet inrättades 2016 och utgörs av en del av området som Malmköpings köping omfattade till 1971, delen som före 1952 utgjorde socknen Lilla Malma.
Området motsvarar den omfattning Lilla Malma församling hade vid årsskiftet 1999/2000.